# Grand incendie de Hakodate
Grand incendie de Hakodate (japonais : 函館大火) est un incendie qui s'est déclaré à Hakodate, Hokkaido, le 21 mars 1934. L'incendie a tué 2 166 personnes. A Hakodate, un tiers du centre-ville est détruit, un plan directeur est utilisé pour sa reconstruction.